# Campeonato Mundial de Natación en Piscina Corta de 2014 - Relevo 4 x 100 metros estilo libre masculino
El relevo de 4 x 100 metros estilo libre masculino de natación en el Campeonato Mundial de Natación en Piscina Corta de 2014, se llevó a cabo el 3 de diciembre de 2014 en Doha, Catar.

## Récords
|                      | País           | Tiempo  | Lugar      | Fecha                   |
| -------------------- | -------------- | ------- | ---------- | ----------------------- |
| Récord mundial       | Estados Unidos | 3:03.30 | Mánchester | 19 de diciembre de 2009 |
| Récord de campeonato | Francia        | 3:04.78 | Dubái      | 15 de diciembre de 2010 |

Al finalizar la prueba, se establecieron los siguientes récords:
| Fecha          | Fase  | País    | Tiempo  | Récord |
| -------------- | ----- | ------- | ------- | ------ |
| 3 de diciembre | Final | Francia | 3:03.78 | RC     |

## Resultados

### Series
Las series se disputaron a las 12:36 (hora local de Catar).
| Posición | Serie | Línea | País               | Nadadores | Tiempo  | Notas |
| -------- | ----- | ----- | ------------------ | --- | ------- | ----- |
| 1        | 3     | 6     | Italia             | Luca Dotto (47.32) Luca Leonardi (46.98) Marco Belotti (47.35) Marco Orsi (46.00)                                    | 3:07.65 | Q     |
| 2        | 3     | 8     | Brasil             | Henrique Martins (48.06) César Cielo (45.53) Alan Vitória (46.78) Henrique Rodrigues (47.47)                         | 3:07.84 | Q     |
| 3        | 2     | 7     | Francia            | Clément Mignon (46.99) Fabien Gilot (46.80) Florent Manaudou (46.74) Mehdy Metella (47.41)                           | 3:07.94 | Q     |
| 4        | 2     | 5     | Estados Unidos     | Darian Townsend (47.83) Matt Grevers (46.57) Tom Shields (46.67) Jimmy Feigen (46.98)                                | 3:08.05 | Q     |
| 5        | 3     | 0     | Rusia              | Sergey Fesikov (46.67) Oleg Tikhobaev (47.23) Nikita Konovalov (47.28) Mikhail Polischuk (46.97)                     | 3:08.15 | Q     |
| 6        | 2     | 0     | Australia          | Matthew Abood (47.27) Travis Mahoney (47.19) Daniel Smith (47.21) Tommaso D'Orsogna (46.61)                          | 3:08.28 | Q     |
| 7        | 2     | 4     | Japón              | Katsumi Nakamura (47.25) Shinri Shioura (47.06) Kosuke Hagino (47.39) Yuki Kawachi (47.41)                           | 3:09.11 | Q     |
| 8        | 3     | 7     | Bélgica            | Jasper Aerents (47.69) Emmanuel Vanluchene (46.90) Glenn Surgeloose (47.30) François Heersbrandt (47.54)             | 3:09.43 | Q     |
| 9        | 2     | 8     | Alemania           | Marco di Carli (47.81) Markus Deibler (46.86) Philip Heintz (47.90) Steffen Deibler (47.32)                          | 3:09.89 |       |
| 10       | 3     | 3     | China              | Jiang Yuhui (50.08) Ning Zetao (46.13) Lin Yongqing (47.91) Yu Hexin (47.97)                                         | 3:12.09 |       |
| 11       | 2     | 6     | Sudáfrica          | Leith Shankland (48.05) Clayton Jimmie (47.89) Calvyn Justus (48.32) Myles Brown (48.61)                             | 3:12.87 |       |
| 12       | 3     | 5     | Argentina          | Matias Aguilera (48.78) Guido Buscaglia (49.75) Joaquin Belza (49.03) Federico Grabich (47.35)                       | 3:14.91 |       |
| 13       | 3     | 1     | Uzbekistán         | Daniil Tulupov (50.59) Islam Aslanov (50.26) Alexsey Derlyugov (48.45) Khurshidjon Tursunov (48.61)                  | 3:17.91 |       |
| 14       | 3     | 2     | Argelia            | Sahnoune Oussama (48.44) Nazim Belkhodja (48.29) Jugurtha Boumali (50.78) Lies Nefsi (50.71)                         | 3:18.22 |       |
| 15       | 1     | 3     | Paraguay           | Charles Hockin (49.39) Matias López (51.48) Max Abreu (50.78) Ben Hockin (47.48)                                     | 3:19.13 |       |
| 16       | 1     | 4     | Islandia           | Kristofer Sigurdsson (51.21) Kristinn Thorarinsson (50.11) Kolbeinn Hrafnkelsson (51.48) David Adalsteinsson (49.68) | 3:22.48 |       |
| 17       | 3     | 4     | Filipinas          | Axel Ngui (51.57) Jethro Chua (50.99) Fahad Alkhaldi (52.19) Jessie Lacuna (51.01)                                   | 3:25.76 |       |
| 18       | 2     | 2     | Hong Kong          | Hon Lun Mak (50.55) Chun Nam Ng (51.61) Shiu Lau (52.20) Kai Hong Ng (53.40)                                         | 3:27.76 |       |
| 19       | 2     | 1     | Macao              | Man Chao (51.25) Pok Iao Wong (53.81) Cheng Yum (54.60) Ka Sio (53.63)                                               | 3:33.29 |       |
| 20       | 2     | 9     | Papúa Nueva Guinea | Livingston Aika (56.11) Ryan Pini (49.68) Bobby Akunaii (56.85) Stanford Kawale (53.13)                              | 3:35.77 |       |
| —        | 1     | 5     | Albania            | | DNS     |       |
| —        | 2     | 3     | Seychelles         | | DNS     |       |

### Final
La final se realizó a las 19:17 (hora local de Catar).
| Posición          | Línea | País           | Nadadores                                                                                          | Tiempo  | Notas |
| ----------------- | ----- | -------------- | -------------------------------------------------------------------------------------------------- | ------- | ----- |
| Medalla de oro    | 3     | Francia        | Clément Mignon (47.05) Fabien Gilot (46.13) Florent Manaudou (44.80) Mehdy Metella (45.80)         | 3:03.78 | RC    |
| Medalla de plata  | 2     | Rusia          | Vladimir Morozov (45.51 RC) Sergey Fesikov (46.01) Danila Izotov (45.79) Mikhail Polischuk (46.87) | 3:04.18 |       |
| Medalla de bronce | 6     | Estados Unidos | Jimmy Feigen (47.41) Matt Grevers (46.13) Ryan Lochte (46.02) Tom Shields (46.02)                  | 3:05.58 |       |
| 4                 | 4     | Italia         | Luca Dotto (47.17) Marco Orsi (45.39) Luca Leonardi (46.87) Filippo Magnini (46.36)                | 3:05.79 |       |
| 5                 | 7     | Australia      | Cameron McEvoy (46.56) Matthew Abood (46.78) Travis Mahoney (47.49) Tommaso D'Orsogna (45.65)      | 3:06.48 |       |
| 6                 | 8     | Bélgica        | Jasper Aerents (47.59) Pieter Timmers (46.08) Emmanuel Vanluchene (46.60) Glenn Surgeloose (47.27) | 3:07.54 |       |
| 7                 | 1     | Japón          | Katsumi Nakamura (47.05) Shinri Shioura (46.39) Reo Sakata (47.12) Kosuke Hagino (47.23)           | 3:07.79 |       |
| 8                 | 5     | Brasil         | Henrique Martins (47.74) João de Lucca (45.65) Alan Vitória (47.60) Gustavo Godoy (47.32)          | 3:08.31 |       |